# Martin Goršič
Martin Goršič, slovenski sodar in mehanik, * 10. november 1811, Ljubljana, † 6. julij 1881, Ljubljana.

## Življenje in delo
Martin Goršič, oče Franca Goršiča po poklicu sodar in mehanik 
je kot samouk izdelal dvoje manjše orgle; leta 1856 za kapucinski samostan v Trstu in šest let kasneje za domačo rabo. Igranja na orgle se je učil pri Gregorju Riharju in bil od 1834 do smrti organist v trnovski cerkvi. Zložil je tudi nekaj skladb: za svetno rabo Mati lepa, mati mlada in Kje so časi, kje so dnovi ter več božičnih pesmi.